# エリーニュス

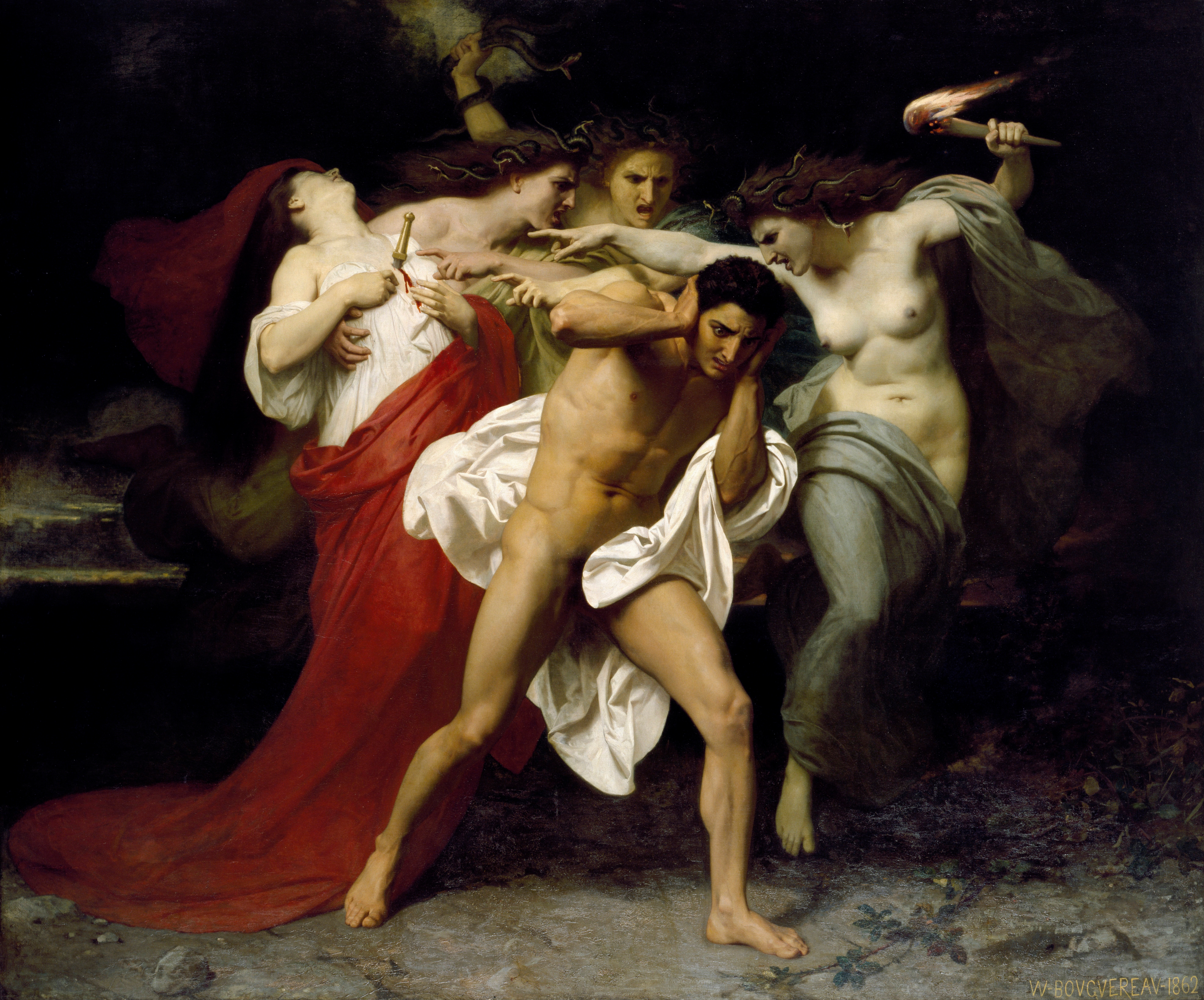
ウィリアム・アドルフ・ブグローの1862年の絵画『オレステースを責める復讐の三女神』。クライスラー美術館所蔵。

エリーニュス（古希: Ἐρινύς、古代ギリシア語ラテン翻字: Erīnús）は、ギリシア神話に登場する復讐の女神たちである。複数形でエリーニュエス（古希: Ἐρινύες、古代ギリシア語ラテン翻字: Erīnúes）、またはフューリズ（Furies、単数形はフューリー(Fury)）とも称する。日本語では長母音を省略してエリニュス、エリニュエスとも呼ぶ。
古くは数が不定で、多数からなる女神であったと考えられるが、後代の神話では、アレークトー（止まない者）、ティーシポネー（殺戮の復讐者）、メガイラ（嫉妬する者）の三女神に整理された。親殺しや偽誓の罪に対する「復讐の女神たち」として知られる。オリュンポスの神々とは異なる祭祀を受けた。

## 概説
神話によればクロノスがウーラノスを襲って去勢したとき、ウーラノスの傷口から血が大地母神の上にしたたり落ち、そこからエリーニュスとメリアスたちが生まれたという。メリアスは、トネリコのニュムペーである（複数形はメリアデス）。
エリーニュスは冥府にあるエレボスに住み、頭髪は蛇、頭は犬、身体は炭のように黒く、コウモリの翼を持ち、血走った目をした老女の姿をしている。手には青銅の鋲のついた鞭を持ち、これで打たれた者はもがき苦しんだ末に死ぬ。エリーニュスたちは恐るべき女神であり、本当の名前を出すことははばかられるため、エウメニデス（慈しみの女神たち）と呼ばれる。
初期には、母親に対する侮辱や暴行に対する復讐を司っていたと考えられ、訴えに応じて町から町へ、国から国へと罪を犯した者を追跡し、情け容赦なく罰する神と考えられた。時代が下ると、若者の老人に対する無礼、主人の客人に対する非礼、権力者の嘆願者に対する横柄な態度などについても、追及するようになった。
ギリシア神話のよく知られるエピソードでは、オレステイア三部作の中の第三曲『慈しみの女神たち』に出ている。母イオカステーの死の原因となったオイディプース、テーバイ攻めの七将の伝説で母エリピューレーを殺したアルクマイオーンや、トロイア戦争後にクリュタイムネーストラーを殺したオレステース（オレステースが殺したのは情夫のアイギストスだけで、クリュタイムネーストラーは裁判にかけたともいわれる）を追跡して狂気に追いやった。
エリーニュスの信仰は特にアテーナイに広がっているが、アテーナイにあるアレイオス・パゴスの近くに彼女たちの神殿があった。

## ローマ神話での対応
ローマ神話においては、フリアエ（Furiae, 「狂乱」を意味するフロールが語源）またはディーラエ（Dirae）を、エリーニュスに対応させた。
『アエネーイス』第4巻の注釈の中でセルウィウスは、復讐の女神たちが棲む領域で異なる呼び名となると述べ、地上ではフリアエ、冥界ではエウメニデス、天上ではディーラエになるとした。